# Латвія на Євробаченні Юних Музикантів
Латвія брала участь у Євробаченні Юних Музикантів, що проводиться кожні два роки, п’ять разів починаючи з 1994 року. Найкращим результатом країни вважається 2-е місце у 1994 році.

## Учасники
Умовні позначення
     Переможець
     Друге місце
     Третє місце
     Не пройшла до фіналу
     Участь скасовано
     Не брала участі
| Рік                               | Місце проведення | Учасник           | Інструмент | Фінал                      | Півфінал |
| --------------------------------- | ---------------- | ----------------- | ---------- | -------------------------- | -------- |
| 1994                              | Варшава          | Лієн Чирцене      | Фортепіано | 2                          | -        |
| 1996                              | Лісабон          | Байба Скріде      | Скрипка    | -                          | -        |
| 1998                              | Відень           | Лаума Скріде      | Фортепіано | -                          | -        |
| 2000                              | Берген           | Єва Рутентале     | Флейта     | Не вдалося кваліфікуватися | -        |
| 2002                              | Берлін           | Русланс Віленскіс | Віолончель | Не вдалося кваліфікуватися | -        |
| Не брала участі в 2004-2024 роках |                  |                   |            |                            |          |